# وليام الثاني (ملك إنجلترا)
وليام الثاني، ملك إنجلترا بين عامي 1087 و 1100 والملقب بروفوس (وتعني باللاتيني الأحمر نسبة إلى بشرته المتوردة) خلفا لأبيه وليام الأول من إنجلتراأو ويليام الفاتح وكان حكمه قاسيا ومليئا بالفساد.
كان الابن الثاني لوليام الفاتح وثاني من بقي منهم بعد موته وقد كان المحبب لديه، وحسب العرف الإقطاعي منح ابنه الأول روبرت كورتز ملكه بالوراثة وهي نورماندي وأعطى ابنه الثاني ملكه بالفتح وهي إنجلترا، لكن البارونات النورمانديين في إنجلترا أرادوا أن يعيدوا المنطقتين تحت حكم واحد فقاموا بوضع خطة بعد فترة قصيرة من تولي وليام بأن يطيحوه ويملكوا روبير بدله ومن بينهم أخ وليام الفاتح غير الشقيق ويسمى أودو دو بايو وإيرل كينت وقاموا بثورة في شرق إنجلترا عام 1088 ولكن وليام كسب جانب الإنجليز السكان الأصليين للبلاد بإنقاص الضرائب ووضع إدارة سليمة فاستطاع بهذا أن يقمع التمرد لكنه سرعان ما تناسى وعوده.
قامت ثورة أخرى بقيادة روبير دو موبري إيرل نورثمبريا عام 1095 فعاقب قادة التمرد بقسوة كانت من الشدة بحيث لم يتجرأ نبيل بعدها على أن يثور ضده، وكانت محاولاته لتقويض الكنيسة الإنجليزية استفزت القديس أنسيلم كبير أساقفة كانتربري لكن وليام نفاه عام 1097.
في ذات الحين كان وليام في صراع مع اسكتلندا وويلز وبالأخص نورماندي وفي عام 1091 أخضع مالكوم الثالث ثم ثار عليه مالكولم في نوفمبر 1093 لكن قوات وليام قتلته في نورثمبرلاند في مكان يعى ألنويك فأصبح ملول اسكتلندا تابعين له وأخضع ويلز عام 1097 .
كان اهتمامه الرئيسي هو الاستيلاء على نورماندي وبعد حرب استمرت 7 سنوات (1089 - 1096) قلص دور أخيه إلى حليف ثانوي وعندما ذهب روبير إلى الحرب الصليبية الأولى رهن ملكه لأخيه الذي زاد إقليم ماين لأملاكه.
في عام 1100 قتل وليام بسهم في ظهره عندما كان في رحلة صيد في الغابة الجديدة مما يدل على أنه اغتيل على الأغلب وقاتله المزعوم والتر تيريل لورد بوا في بونثيو وقد تم الأمر في الظاهر على يد الشقيق الأصغر لوليام وهو هنري الذ أصبح الملك باسم هنري الأول من إنجلترا.

## معرض صور

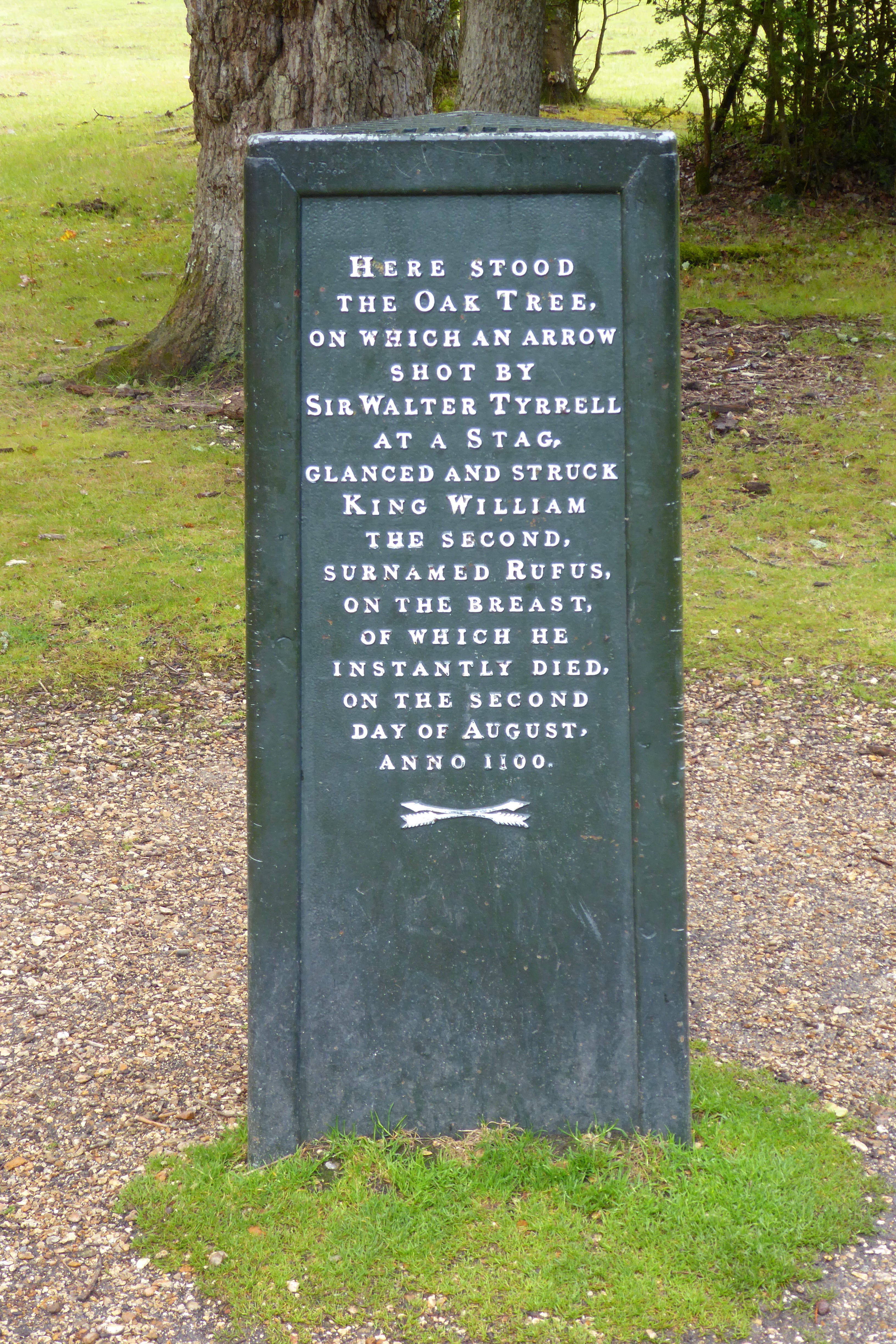
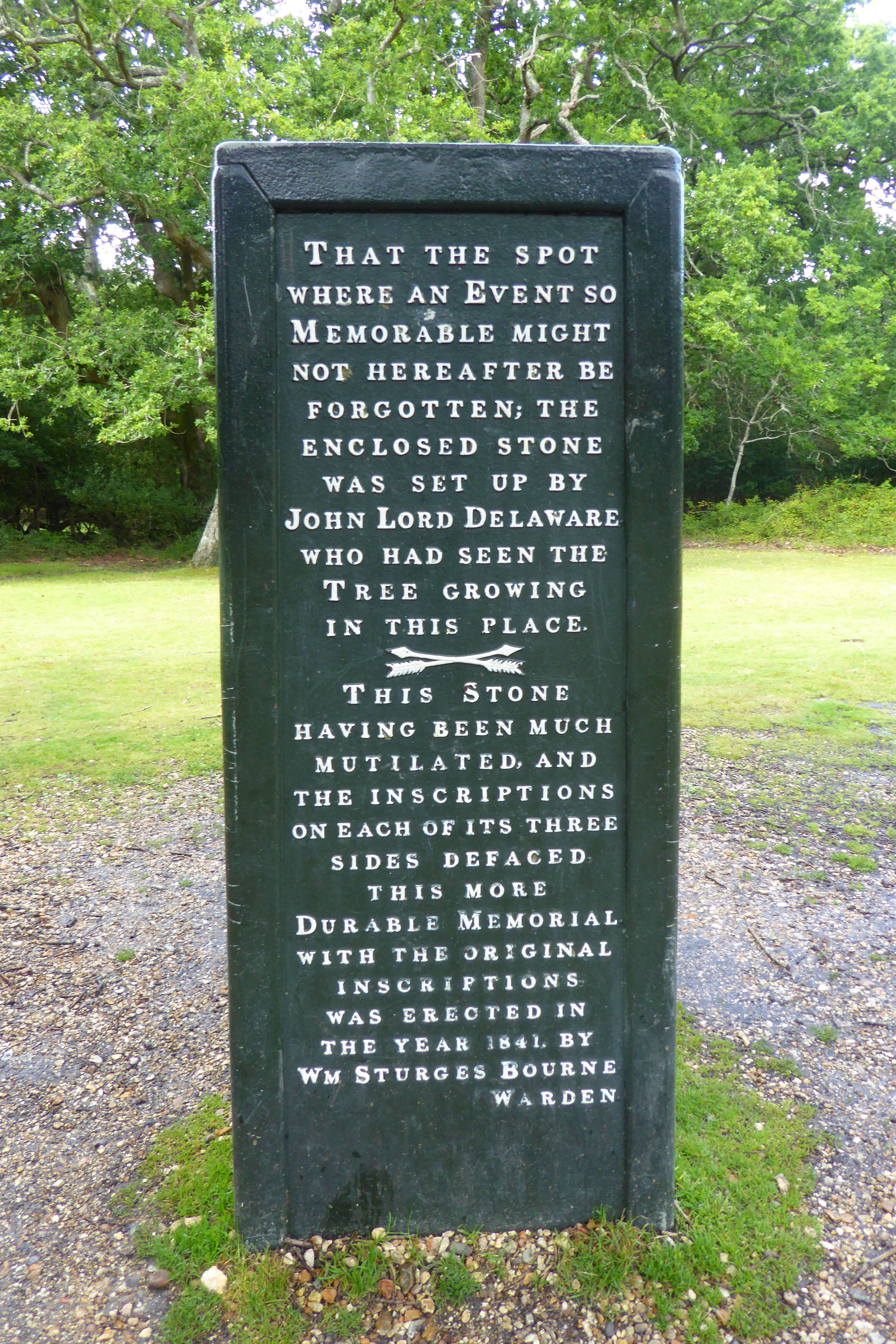
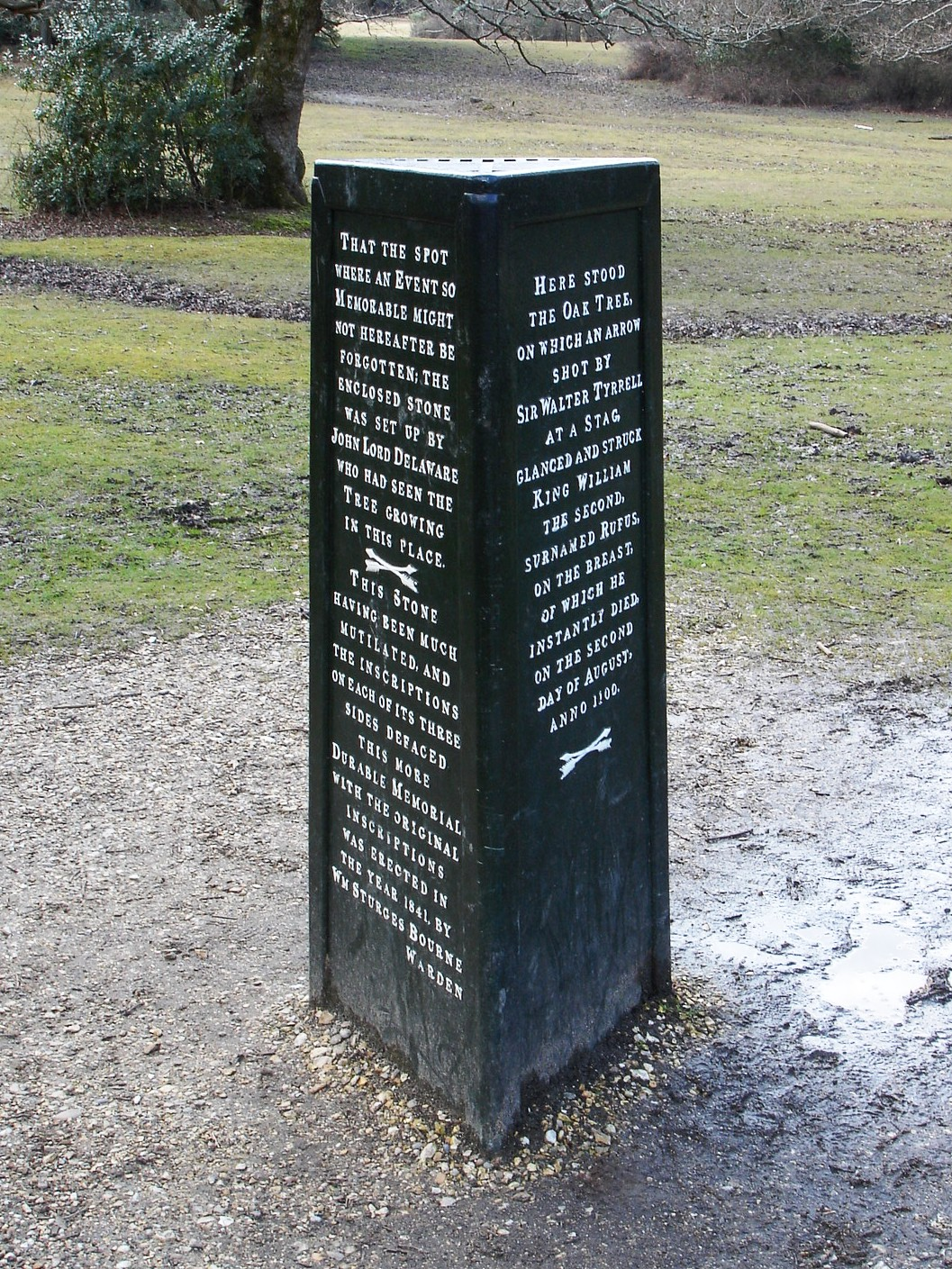
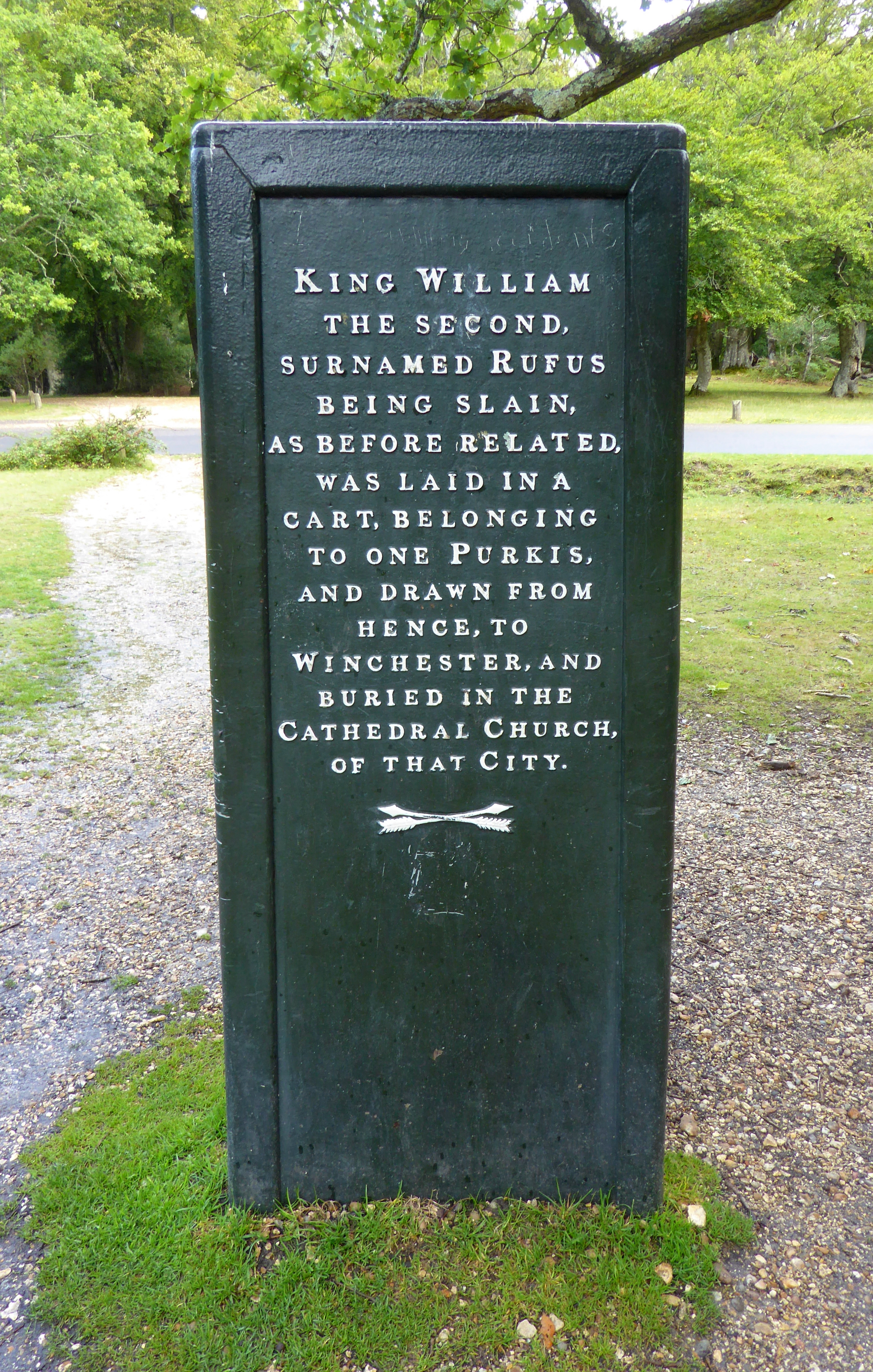